# 周紹劉
周紹劉（?—?），廣西省桂林府靈川縣人，清朝政治人物、同進士出身。
光緒九年（1883年），参加癸未科殿試，登進士三甲85名。同年五月，改翰林院庶吉士。光緒十二年四月，散館，著以知县即用。